# Ricardo Caillet-Bois
Ricardo Rodolfo Caillet-Bois (Buenos Aires, 7 de septiembre de 1903 - Ib., 16 de julio de 1977) fue un historiador argentino, autor de numerosos libros y artículos dedicados a temas vinculados a la historia política y diplomática de la República Argentina. Entre sus muchos aportes se destacan los referidos a la historia de las Islas Malvinas. Es considerado uno de los principales representantes de la denominada Nueva Escuela Histórica.

## Biografía
Se formó en el Instituto Nacional del Profesorado Secundario (actualmente, Instituto Superior del Profesorado "Dr. Joaquín V. González") en la década de 1920.  Luego de egresar como profesor comenzó la docencia en la misma institución. En 1928 se incorporó a la cátedra de Historia de América de la Facultad de Filosofía y Letras de la Universidad de Buenos Aires. En esta misma Facultad desempeñó durante varios años el cargo de profesor titular de Historia Argentina II. En la Facultad de Humanidades de la Universidad de La Plata dictó la materia Introducción a la Historia. También ejerció la enseñanza del nivel secundario en distintos establecimientos educativos. Entre otros, en el Liceo Militar “Gral. San Martín” y en el Colegio Nacional de Buenos Aires. En este último colegio llegó a ocupar los cargos de rector interino y rector (1943-1944 y 1945-1946). En 1935 se incorporó al cuerpo docente de la Escuela Superior de Guerra.
En abril de 1958, Ricardo Caillet-Bois fue designado director de la carrera de historia de la Facultad de Filosofía y Letras de la Universidad de Buenos Aires. Luego de completar un primer mandato, volvió a ejercer aquel cargo en periodos posteriores. Se encontraba en funciones en 1973, cuando decidió presentar su renuncia. Asimismo, desempeñó la dirección del Instituto de Investigaciones Históricas de la misma casa de estudios entre los años 1955 y 1973 y, nuevamente, entre 1976-1977. Por su iniciativa, esta institución pasó a denominarse Instituto de Investigaciones Históricas "Dr. Emilio Ravignani" en homenaje al historiador que fuera su maestro y director del Instituto desde su creación hasta 1946.
Formó parte de varias instituciones vinculadas a la promoción de la investigación y el conocimiento de la historia argentina y sudamericana, así como de otras abocadas al estudio y el diseño políticas de educación y desarrollo científico. En muchas de ellas asumió tareas de gestión. 
En la Argentina, fue miembro de la Sociedad de Historia Argentina y de la Academia Nacional de la Historia de la República Argentina. En esta última, habiendo sido elegido académico correspondiente en 1935 y numerario en 1942, ocupó la presidencia entre 1970 y 1974. Durante el gobierno de Arturo Frondizi, fue nombrado director del Museo de la Casa de Gobierno de la República Argentina y presidente del Consejo Nacional de Educación en 1958. En 1964 presidió la Sección Historia de la Comisión Nacional del Instituto Panamericano de Geografía e Historia. Fue, además, miembro de la Comisión Asesora en Ciencias Antropológicas y Arqueológicas del Consejo Nacional de Investigaciones Científicas y Técnicas.
En el ámbito internacional fue miembro de la Sociedad de Americanistas de París desde 1932, del Instituto Histórico e Geográfico Brasileiro y entre 1962 y 1963 representó al país en la comisión de educación de la Unesco.
La obra de Ricardo Caillet-Bois se inscribe en la denominada Nueva Escuela Histórica cuyos máximos exponentes fueron Ricardo Levene y Emilio Ravignani. Esta corriente historiográfica argentina se propuso renovar la enseñanza y la práctica de la disciplina poniendo énfasis en el trabajo de archivo, el riguroso ejercicio de la crítica documental y promoviendo proyectos orientados el relevamiento y publicación de fuentes para la investigación histórica.
Entre las iniciativas referidas a la edición documental impulsadas por Ricardo Caillet-Bois durante su gestión al frente del Instituto de Historia Argentina y Americana “Dr. Emilio Ravignani” merecen destacarse el Archivo del Brigadier Gral. Juan Facundo Quiroga (1957-1988), la Colección Documentos relativos a la historia de las Islas Malvinas (1957-1961), El doctor Rufino de Elizalde y su época vista a través de su archivo (1969-1974), la colección Mayo Documental (1961-1965) y la guía bibliográfica Mayo en la Bibliografia (1961), las dos últimas publicadas en el marco de la conmemoración del sesquicentenario de la Revolución de Mayo de 1810.
Entre sus numerosas obras de investigación histórica sobresalen Ensayo sobre el Río de la Plata y la revolución francesa (1929), Una tierra argentina: Las Islas Malvinas (1948), -una historia de las islas del atlántico sur que es a la vez una defensa de los derechos de la República Argentina sobre esos territorios- y Cuestiones internacionales, 1852-1966 (1970).
Contrajo matrimonio con la también historiadora, Amalia Fanellí, de extensa actividad en la Facultad de Filosofía y Letras de la Universidad de Buenos Aires.

## Distinciones y reconocimientos
Recibió el título de doctor honoris causa por la Universidad de Buenos Aires en 1971 y en 1976 fue nombrado profesor emérito por la Facultad de Filosofía y Letras de la misma Universidad.
Desde 1981 lleva su nombre la Biblioteca del Instituto de Historia de la Facultad de Humanidades de la Universidad Nacional del Nordeste, en la ciudad de Resistencia en la provincia de Chaco.

## Publicaciones
Algunos libros y artículos de su autoría son los siguientes:
- La corrupción administrativa: durante la revolución. Buenos Aires, Impr. de la Universidad, 1926.
- “La refutación al manifiesto del Congreso de Tucumán, de 1816". En: Boletín del Instituto de Investigaciones Históricas Tomo 5, año 5, no. 29 (jul.-sept. 1926), p. 106-112
- “Documentos referentes a Guillermo P. White“. En: Boletín del Instituto de Investigaciones Históricas Tomo 5, año 5, no. 32 (abr.-jun. 1927). Facultad de Filosofía y Letras. Instituto de Investigaciones Históricas. p. 689-704
- La controversia del Nootka Sound y el Río de la Plata. Series Humanidades, t. 20. Editor: Buenos Aires, Coni, 1929
- Alejandro Duclos Guyot, emisario napoleónico. Buenos Aires, Impr. de la Universidad, 1929
- Ensayo sobre el Río de la Plata y la Revolución Francesa. Series Publicaciones del Instituto de Investigaciones Históricas, no. 49. Buenos Aires, Facultad de Filosofía y Letras, 1929
- Nuestros corsarios. Buenos Aires, Facultad de Filosofía y Letras, 1930.
- La misión Alvarez Thomas a Chile. Buenos Aires, Impr. y Casa Editora Coni, 1936.
- La propaganda revolucionaria en el interior. Formación de los núcleos revolucionarios.  Buenos Aires, Colegio Libre de Estudios Superiores, 1939.
- La Comisión Pacificadora de 1823 y el gobierno de Buenos Aires: la Convención Preliminar de Paz de 4 de julio de 1823.  México, Instituto Panamericano de Geografía e Historia, 1939.
- Un capítulo de la historia de las Malvinas. Bouganville y la negociación franco-española.  Buenos Aires, Impr. A. Baiocco, 1940.
- 1864, un año crítico en la política exterior de la presidencia de Mitre. Actuación Del Dr. Rufino de Elizalde. Segunda edición. Talleres Gráficos Frías Ayerza & Elizalde, 1946
- Una tierra argentina. Las Islas Malvinas.  Buenos Aires, Peuser, 1948.
- La revolución de Mayo y los problemas bélicos. Contribución a su estudio.  Buenos Aires, [s.n.], 1949.
- Una tierra argentina. Las Islas Malvinas. 2a. ed. corr. y aum. Buenos Aires, Peuser, 1952.
- Antecedentes históricos de la acción argentina en la Antártida.  Buenos Aires, Tall. Gráf. de la Escuela Superior de Guerra, 1953.
- Estatutos, reglamentos y constituciones argentinas, 1811-1898. [advertencia]. Buenos Aires, Instituto de Historia Argentina Dr. Emilio Ravignani, Universidad de Buenos Aires, 1956.
- San Martín y el Ejército del Norte. Buenos Aires, Ministerio de Educación y Justicia, Dirección General de Cultura, Comisión Nacional de Museos, Monumentos y Lugares Históricos, 1956.
- Archivo del brigadier general Juan Facundo Quiroga, T. I y II. [advertencia] Buenos Aires, Universidad de Buenos Aires, Facultad de Filosofía y Letras. Instituto de Historia Argentina y Americana "Dr. Emilio Ravignani", 1957-1961.
- Colección de documentos relativos a la historia de las Islas Malvinas. [introd.],  Buenos Aires, Universidad de Buenos Aires, 1957-1961.
- El legado del Almirante Brown. Comisión Oficial de Homenaje al Almirante Brown. Rosario. Santa Fe, [s.n.], 1957.
- El gobernador José María Moreno y la revolución de 1880.  Buenos Aires, Museo de la Casa de Gobierno, 1958.
- La formación del Estado argentino. En La Argentina. Suma de geografia. t . VIII. Buenos Aires, Ed. Peuser,  1960.
- Mayo documental. [advertencia y pról.]. Buenos Aires, UBA. Instituto de Historia Argentina "Dr. Emilio Ravignani", 1961.
- “La Revolución de Mayo hasta la Asamblea General Constituyente“. En Historia de la Nación Argentina, vol 5.  Edición: 3a. Ed. Buenos Aires, Academia Nacional de la Historia, 1961.
- "La independencia y la organización política, desde la Asamblea General Constituyente hasta el Congreso Constituyente de 1824“. En Historia de la Nación Argentina, vol 5.  3a. Ed. Buenos Aires, Academia Nacional de la Historia, 1961.
- Mitre y Lamas. Una amistad ejemplar. Buenos Aires, Museo de la Casa de gobierno, 1963.
- “Argentina y la intervención europea en México en 1862”. En Historia Mexicana, 12 (4), 1963.
- “Presidencia de Miguel Juárez Celman“, en Academia Nacional de la Historia: Historia Argentina Contemporánea, 1862-1930, Historia de las Presidencias Argentinas, volumen I, capítulo VI. BuenosAires, Librería El Ateneo, 1965, p. 354-369.
- Los derechos argentinos sobre las Islas Malvinas. (con Ruiz-Guiñazú, Enrique,y Zorraquín Becú, Ricardo).  Buenos Aires, Academia Nacional de la Historia, 1964.
- La conquista de las Islas Malvinas en 1833 por Inglaterra y las negociaciones diplomáticas posteriores. Buenos Aires, Museo de la Casa de Gobierno, 1965
- Un informe curioso sobre la actividad de San Martín en Europa.  Buenos Aires, Instituto Nacional Sanmartiniano, Academia Sanmartiniana, 1966.
- La toma de posesión de las Islas Malvinas en 1820, documentada por el periodismo anglo-hispano.  Buenos Aires, Tall. Gráf. Ministerio de Educación y Justicia, 1966.
- El episodio ocurrido en Puerto de la Soledad de Malvinas el 26 de agosto de 1833, testimonios documentales (con Burzio, Humberto F. comps).  Buenos Aires, Academia Nacional de la Historia, 1967
- La ocupación de la Banda Oriental por los portugueses y la mediación de las potencias europeas (1816-1820).  En Boletín del Instituto de Historia Argentina y Americana “Dr. Emilio Ravignani”, Vol. 9 no. 14-15.  Instituto de Historia Argentina y Americana Dr. Emilio Ravignani. Facultad de Filosofía y Letras. Universidad de Buenos Aires, 1967. [consultado: 29/5/2021] Disponible en el Repositorio Digital Institucional de la Universidad de Buenos Aires: <http://repositoriouba.sisbi.uba.ar/gsdl/collect/bolravi2/index/assoc/bihaar_2/_n14-15-/bihaar_2/_n14_15a/08-bihaa.dir/bihaar_2_n14_15a08.pdf>
- “El descubrimiento de las Islas Malvinas”. Historia Argentina. Dirigida por Roberto Levillier. Buenos Aires, Plaza y Janés, 1963. Vol. I, Cap. 10
- “La revolución de 1880 vista a través de un Diario anónimo“. En: Boletín del Instituto de Historia Argentina y Americana “Dr. Emilio Ravignani”, Vol. 10 no. 16-17. Instituto de Historia Argentina y Americana Dr. Emilio Ravignani. Facultad de Filosofía y Letras. Universidad de Buenos Aires. 1968 [consultado:  29/5/2021] Disponible en el Repositorio Digital Institucional de la Universidad de Buenos Aires: <http://repositoriouba.sisbi.uba.ar/gsdl/collect/bolravi2/index/assoc/bihaar_2/_n16-17-/bihaar_2/_n16_17a/05-bihaa.dir/bihaar_2_n16_17a05.pdf>
- "La misión Rocha a Bolivia en 1895“.  En: Boletín del Instituto de Historia Argentina y Americana “Dr. Emilio Ravignani”, Vol. 11 no. 18-19.  Instituto de Historia Argentina y Americana Dr. Emilio Ravignani. Facultad de Filosofía y Letras. Universidad de Buenos Aires, 1969. [consultado:  29/5/2021] Disponible en el Repositorio Digital Institucional de la Universidad de Buenos Aires:  <http://repositoriouba.sisbi.uba.ar/gsdl/collect/bolravi2/index/assoc/bihaar_2/_n18-19-/bihaar_2/_n18_19a/07-bihaa.dir/bihaar_2_n18_19a07.pdf>
- Semblanza de un constructor de nuestra nacionalidad: doctor-general Benjamín Victorica. En: Boletín del Instituto de Historia Argentina y Americana “Dr. Emilio Ravignani”, Vol. 12 no. 20-21.  Instituto de Historia Argentina y Americana Dr. Emilio Ravignani. Facultad de Filosofía y Letras. Universidad de Buenos Aires. 1969 [consultado: 29/5/2021] Disponible en el Repositorio Digital Institucional de la Universidad de Buenos Aires: <http://repositoriouba.sisbi.uba.ar/gsdl/collect/bolravi2/index/assoc/bihaar_2/_n20-21-.dir/bihaar_2_n20_21a01.pdf>
- "El general Fotheringham y la campaña del Chaco, 1884-1885“.  En: Boletín del Instituto de Historia Argentina y Americana “Dr. Emilio Ravignani”, Vol. 12 no. 20-21, 1969.  Instituto de Historia Argentina y Americana Dr. Emilio Ravignani. Facultad de Filosofía y Letras. Universidad de Buenos Aires. 1969 [consultado:  29/5/2021] Disponible en el Repositorio Digital Institucional de la Universidad de Buenos Aires: <http://repositoriouba.sisbi.uba.ar/gsdl/collect/bolravi2/index/assoc/bihaar_2/_n20-21-/bihaar_2/_n20_21a/11-bihaa.dir/bihaar_2_n20_21a11.pdf>
- El doctor Rufino de Elizalde y su época vista a través de su archivo. Advertencia de Ricardo R. Caillet-Bois; advertencia preliminar de Germán Tjarks y Alicia E. Vidaurreta de Tjarks; introducción y notas biográficas de Luis de Elizalde. Buenos Aires, Universidad de Buenos Aires. Facultad de Filosofía y Letras, 1969-1974.
- Cuestiones internacionales: 1852-1966.  Buenos Aires, EUDEBA, 1970.
- Epistolario belgraniano (pról.) Piragino, María Teresa [recopilación]. Buenos Aires, Academia Nacional de la Historia, 1970.
- El americanismo de Bartolomé Mitre y la crítica histórica. En Investigaciones y Ensayos. Vol. 11, nro. julio-diciembre 1971.
- Carlos Lamarca y la misión diplomática de 1855. Investigaciones y Ensayos, 1972,
- Roca, Zeballos y la Patagonia.  En Congreso Nacional y Regional de Historia Argentina en Comodoro Rivadavia, 1973  vol 2 Buenos Aires, Academia Nacional de la Historia, 1975.
- Las islas Malvinas. Una tierra argentina.  Buenos Aires. Academia Nacional de la Historia, 1982.